# Джундалла (Иран)
Джундалла или Джондалла (араб. جندالله‎, букв. Солдаты Аллаха) — террористическая исламистская организация в Иране, также известная как Движение народного сопротивления Ирана.

## Организация
В организацию входят сунниты, главным образом, из Белуджистана. Джундалла получила известность нападениями на военных, полицейских и гражданское население под лозунгом сопротивления шиитским притеснениям со стороны официальных властей. Лидер организации Абдулмалик Риги был захвачен и казнён в 2010 году. На счету Джундаллы около 400 убитых иранских солдат.
Группа связана с торговлей наркотиками.
Многие эксперты подозревают Джундаллу в связях с террористической сетью Аль-Каида.
Иран длительное время утверждает, что Джундалла получает помощь от США, хотя официальный Вашингтон это опровергает. В начале 2012 года в американской прессе появились сообщения, что боевиков Джундаллы для атак против иранских официальных лиц пытались нанимать агенты Моссада, притворявшиеся агентами ЦРУ.

## Крупные теракты
- Террористический акт в Пишине.
- 15 июля 2010 года произошли взрывы перед мечетью в Захедане, в результате которых 27 человек погибли и более 270 получили ранения. Ответственность взяли на себя родственники казнённого Риги.
- Террористический акт в Чахбехаре.
- Убийство альпинистов в Кашмире.

## В культуре
Художественный фильм Когда луна была полной (2019) (перс. شبی‌ که ماه کامل شد‎). Иран, режиссёр Narges Abyar.

### Videos
- ABC investigative report by Brian Ross
- Aljazeera Report on Drug Trafficking From Pakistan
- Aljazeera Report on Drug Trafficking
- Taliban’s Dirty Poppies
- Taliban Trafficking
- America’s Blind Eye
- Iran building a wall to check Pakistani smugglers
- Documentary on Iranian Drug War
- PressTV Report on Jundallah Part 1
- PressTV Report on Jundallah Part 2
- PressTV Report on US Jundallah Relations
- CNN video report
- Ahmadinejad Warning Against Covert Relations With Drug Smugglers
- Video: Exporting the Taliban Revolution
- Jundallah Terrorist Organization in Iran — Part I Part II Part III (Free PressTV documentary)